# Gesetzblatt für das Land Österreich

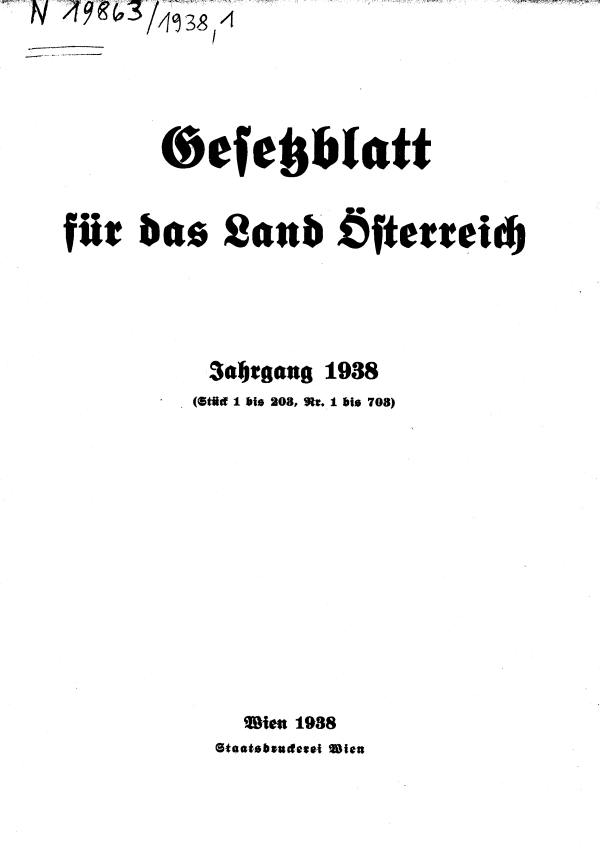
Gesetzblatt für das Land Österreich

Nachdem Österreich bereits mit dem Anschluss an das Deutsche Reich am 13. März 1938 aufgehört hatte zu existieren, war seit diesem Zeitpunkt das Gesetzblatt für das Land Österreich bis zur vollständigen Liquidation dieser Verwaltungseinheit das offizielle Publikationsorgan des Staates, in dem Gesetze und andere Publikationen des Gesetzgebers veröffentlicht wurden. Es löste in dieser Eigenschaft das seit 1920 erscheinende Bundesgesetzblatt für die Republik Österreich ab.
Mit dem 31. März 1940 stellte das GBlÖ in Übereinstimmung mit dem Verwaltungsumbau im Deutschen Reich sein Erscheinen ein. Nach diesem Zeitpunkt verkündete Gesetze finden sich nur mehr im Reichsgesetzblatt.